# Bersaglieri

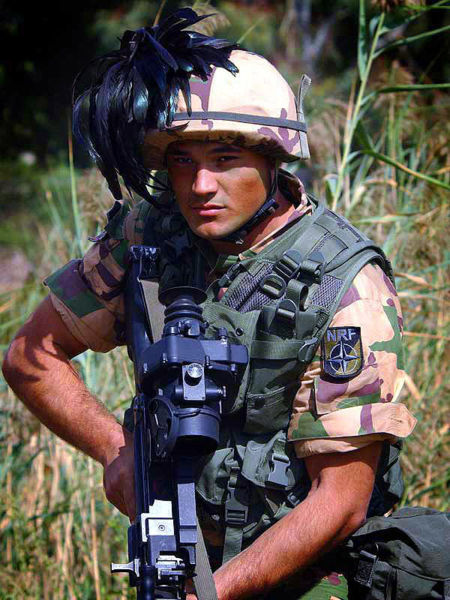
Een Bersagliere van deze tijd

De Bersaglieri zijn een Piëmontees garderegiment dat later Italiaans werd. Hun eerste publieke optreden was bij een militaire parade op 1 juli 1836. Letterlijk betekent de naam scherpschutters, enkelvoud Bersagliere.
Deze elitetroepen waren onderdeel van het Piëmontese leger, maar konden vrij zelfstandig opereren. Het waren lichte infanteristen die voor de voorhoede van de hoofdmacht ingezet konden worden, maar ook wel speciale opdrachten uitvoerden, waarbij ze getraind waren om zo nodig in kleine groepen te opereren. Zij zijn bekend geworden in de oorlogen van het risorgimento, de periode van de Italiaanse eenwording, Hun eerste actie die grote aandacht trok was de bestorming van de brug van Goito tijdens de eerste Italiaanse Onafhankelijkheidsoorlog. Beroemd werd hun optreden op 20 september 1870, toen ze over de Porta Pia Rome binnentrokken en een eind maakten aan de wereldlijke macht van de paus.
De Bersaglieri zijn herkenbaar aan de zwarte verenbos op hun helm of tropenhelm en op hun hoed. De hoed wordt schuin naar rechts gedragen, zodat de brede rand het voor scherpschutters belangrijke rechteroog beschermt tegen de zon. De hoed wordt tegenwoordig alleen nog bij het gala-uniform gedragen. Een ander kenmerk is hun vlugge tred, de draf waarmee de Bersaglieri zich snel voortbewegen. Ook de bij parades onmisbare fanfare wordt in draf gespeeld.
Dit korps moet niet verward worden met de Bersaglieri del Po, een vrijwilligerseenheid uit Ferrara die ook omstreeks het midden van de 19e eeuw opgericht werd en eveneens deelnam aan de strijd tijdens het risorgimento.